# Mimagoniates
Mimagoniates – rodzaj słodkowodnych ryb z rodziny kąsaczowatych (Characidae).

## Występowanie
Występują na terenie Ameryki Południowej.

## Klasyfikacja
Gatunki zaliczane do tego rodzaju:
- Mimagoniates barberi – gruczołowiec niebieskopręgi[3]
- Mimagoniates inequalis
- Mimagoniates lateralis
- Mimagoniates microlepis
- Mimagoniates pulcher
- Mimagoniates rheocharis
- Mimagoniates sylvicola

Gatunkiem typowym jest Mimagoniates barberi.